# HLA-B57

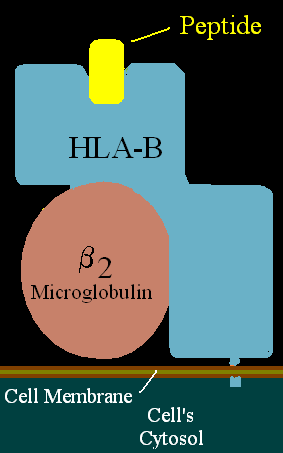

HLA-B57 هو نمط مصلي من مستضد الكريات البيضاء البشرية-ب. وB57 هو مستضد منفصل عن المستضد العريض B17، والنمط المصلي الشقيق هو B58. يحدد النمط المصلي منتجات جين HLA-B*57 الأكثر شيوعًا. ومثل B58، يشارك B57 في اضطرابات الجلد الالتهابية الناجمة عن الأدوية.